# Мажуго, Анна Максимовна
Анна Максимовна Мажуго (1895, с. Соколовка, Мглинский уезд, Черниговская губерния, Российская империя — 1983, Мглинский район, Брянская область, СССР) — звеньевая колхоза «Сельхозартель» Мглинского района Брянской области, Герой Социалистического Труда (1949).

## Биография
Родилась в 1895 году в селе Соколовка (Сухановка) Мглинского уезда Черниговской губернии (ныне — Мглинского района Брянской области) в семье крестьянина-бедняка. По национальности русская.
С 1905 года батрачила на зажиточных односельчан. С началом коллективизации вступила в местный колхоз, работала в полеводческой бригаде. В 1937 году организовала льноводческое звено и стала его звеньевой. В 1937 году звено собрало по 7 центнеров льноволокна с гектара, в следующем году — 9,2 центнера льноволокна, через год — 15 центнеров льноволокна с каждого гектара, за что звену было вручено переходящее Красное Знамя облисполкома и премия — 15 тысяч рублей.
В 1938 году — участник Всесоюзной сельскохозяйственной выставки (ВСХВ), выступала с докладом, с делегацией участников выставки была на приёме у И. В. Сталина. Во время Великой Отечественной войны находилась в эвакуации, после вернулась в родной колхоз и продолжила руководить полеводческим звеном, которое в 1947 году (по другим данным, в 1945 году) собрало по 516 центнеров картофеля с гектара, и Анна Максимовна была награждена орденом Трудового Красного Знамени. По итогам 1948 года звено собрало урожай картофеля 550 центнеров с гектара на участке в 3 гектара.
Указом Президиума Верховного Совета СССР от 2 августа 1949 года «за получение высоких урожаев стебля и семян южной конопли и картофеля в 1948 году» удостоена звания Героя Социалистического Труда с вручением ордена Ленина и золотой медали «Серп и Молот».
В 1948 году стала председателем колхоза имени «30 лет ВЛКСМ», объединившего несколько хозяйств. В 1951 году становится председателем Соколовского сельсовета (вместо мужа), проработала в должности до выхода на заслуженный отдых в 1954 году. Умерла в 1983 году.

## Награды
Награждена орденами Ленина (02.08.1949), Трудового Красного Знамени (02.04.1948), медалями.

## Семья
Муж — Егор Изотович (был председателем Соколовского сельсовета), сын Пётр Егорович, дочь Нина Егоровна.